# Chiesa di Santa Giustina (Santa Giustina)
La chiesa arcipretale di Santa Giustina Vergine e Martire è la parrocchiale di Santa Giustina, in provincia di Belluno e diocesi di Belluno-Feltre; fa parte della convergenza foraniale di Sedico-Santa Giustina.

## Storia
Non si sa di preciso quando venne edificata la precedente chiesa di Santa Giustina, ma è sicuro che le sue dimensioni erano piuttosto esigue. Certo è, invece, l'anno di costruzione del vecchio campanile, ovvero il 1682.
L'attuale parrocchiale fu costruita tra il 1782 ed il 1791 e consacrata nel 1832. Nel 1855 venne rifatto il pavimento della chiesa e, nel 1878, edificato l'attuale campanile, dopo che quello precedente era stato distrutto da un fulmine. Nel 1918 i soldati austriaci rubarono le tre campane, che furono rimpiazzate da altrettante nel 1920. Nel 1935 venne rifatto nuovamente il pavimento e, infine, nel 2000, fu ricostruita la guglia della torre campanaria.